# Goessel
Goessel – miasto w Stanach Zjednoczonych, w stanie Kansas, w hrabstwie Marion.